# François Brea
Pour les articles homonymes, voir Brea et Famille Brea.
Francesco Brea (parfois francisé en François Bréa), né vers 1495 à Nice et mort vers 1562 dans la même ville, est un membre d'une famille d'artistes italiens, des peintres niçois du XVe et début du XVIe siècle.

## Biographie
Francesco Brea est le fils d'Antonio Brea (it) et de Louisette, son épouse. Il eut une sœur prénommée Jaumone. Il est ainsi le neveu de Ludovico Brea et de Pietro Brea spécialistes des retables. Il fut principalement actif à Taggia où une grande partie de son œuvre est conservée au couvent des Dominicains.

## Œuvres

### En Italie
- Taggia
  - Peintures murales sur les portes de la cité, peintures murales en face de la mairie, peintures à la Nostra Signoria del Canneto, triptyque de Saint François pour la compagnie du Saint Sacrement.
  - Au couvent des dominicains de Taggia : 
Trois fresques de La Passion (abimées), Ange de l'Annonciation (provenant du palais communal de Taggia), deux buffets, prédelle, polyptyque de Saint Thomas (amputé), Jean-Baptiste et saints, Résurrection (en collaboration avec Giovanni Cambiaso (it)).
- Ceriana : Sainte catherine et saints
- Oneglia : Madone et saints
- Gênes : Saint Fabien, exposé au Palazzo Bianco.
- Camporosso : (avec Giovanni Cambiaso) :  Vierge entre Saint Julien et Saint Bernard de Menthon, (1536)
- Montalto Ligure : (avec Giovanni Cambiaso), retable  Martyre de St. Etienne. (1536)

### En France
- Châteauneuf-d'Entraunes : église Saint-Nicolas, retable de François Bréa, après 1550.
- Les Arcs : la chapelle Sainte-Roseline abrite une Nativité datée de 1541 qui pourrait avoir été réalisée par François Bréa.
- Saint-Martin-d'Entraunes : retable de Saint-Martin d'Entraunes (Vierge du Rosaire, 1555)
- Roure : l'église Saint-Laurent abrite un superbe retable, L'Assomption de la Vierge, datant de 1560.
- Nice : église Saint-Barthélémy, retable de la Vierge, attribution probableà l'école de Nice des frères Bréa
- Contes : église Sainte-Marie-Madeleine, retable de Sainte Marie-Madeleine, attribué à François Bréa
- La Croix-sur-Roudoule : Église Saint-Michel romano-gothique (fragments de retable de François Bréa).
- Sospel : cathédrale Saint-Michel, retable à trois volets de la Vierge Immaculée de Sospel

### À Monaco
- Monaco, Cathédrale, Pietà des pénitents, attribuée à François Bréa, vers 1530-1535.